# Messier 40
Messier 40 (M40 ili WNC 4) također Winnecke 4, je dvostruka zvijezda u zviježđu Veliki medvjed. Nepoznato je zašto je Charles Messier dodao ovaj objekt u svoj katalog. Kao jedan od razloga se spominje promatranje Johanna Heveliusa iz XVII. stoljeća koji je na tom mjestu uočio maglicu. Prema opisu, Messier nije vidio nikakvu maglicu na tom mjestu. Kako je već zvijezdama odredio položaj odlučio ih je uvrstiti u katalog.

## Svojstva
M40 je optička dvostruka zvijezda. Dvije zvijezde čine par samo zato što su se našla u doglednici. Komponenta A, prema istraživanju iz 2002. godine, udaljena je od nas 1,900 +/- 750 ly, a komponenta B je udaljena 550 +/- 230 ly.
Prividna magnituda zvijezdi je + 9.74 i + 10.18. Njihov ukupan sjaj je + 9.3 magnitude. Razmak između zvijezda je 52.6" i pozicijski kut iznosi 77°. Obje zvijezde su žute boje i pripadaju u spektralne klase G0 i F8.

## Amaterska promatranja
Zvijezdu je lagano razdvojiti i najmanjim teleskopom. Moguće ju je razdvojiti i dvogledom pod uvjetom da je montiran na stalak. Sama zvijezda nije nešto osobito impresivna i zato je u većini slučajeva zanemarena.